# Слепынька
Слепынька — речка в Починковском районе Смоленской области, левый приток нижнего течения Глуботыни.
Длина — 13 километров, площадь водосбора — 31,9 км².
Начинается в лесистой местности на высоте примерно 240 над уровнем моря, севернее урочища Серебрянка. Сливается с Глуботынью в 2 км от её устья, в деревне Климщина на высоте примерно 185 м над уровнем моря. Направление течения на запад, а потом на север. Из населённых пунктов на речке осталось только деревня Климщина. Ранее на Слепыньке находились деревни Ступино, Казатчина и другие, но сейчас все опустели. Притоками являются несколько безымянных ручьёв.